# Macropsis ishiharai
Macropsis ishiharai är en insektsart som beskrevs av Mckamey och Hicks 2007. Macropsis ishiharai ingår i släktet Macropsis och familjen dvärgstritar. Inga underarter finns listade i Catalogue of Life.